# Antonio Gisbert

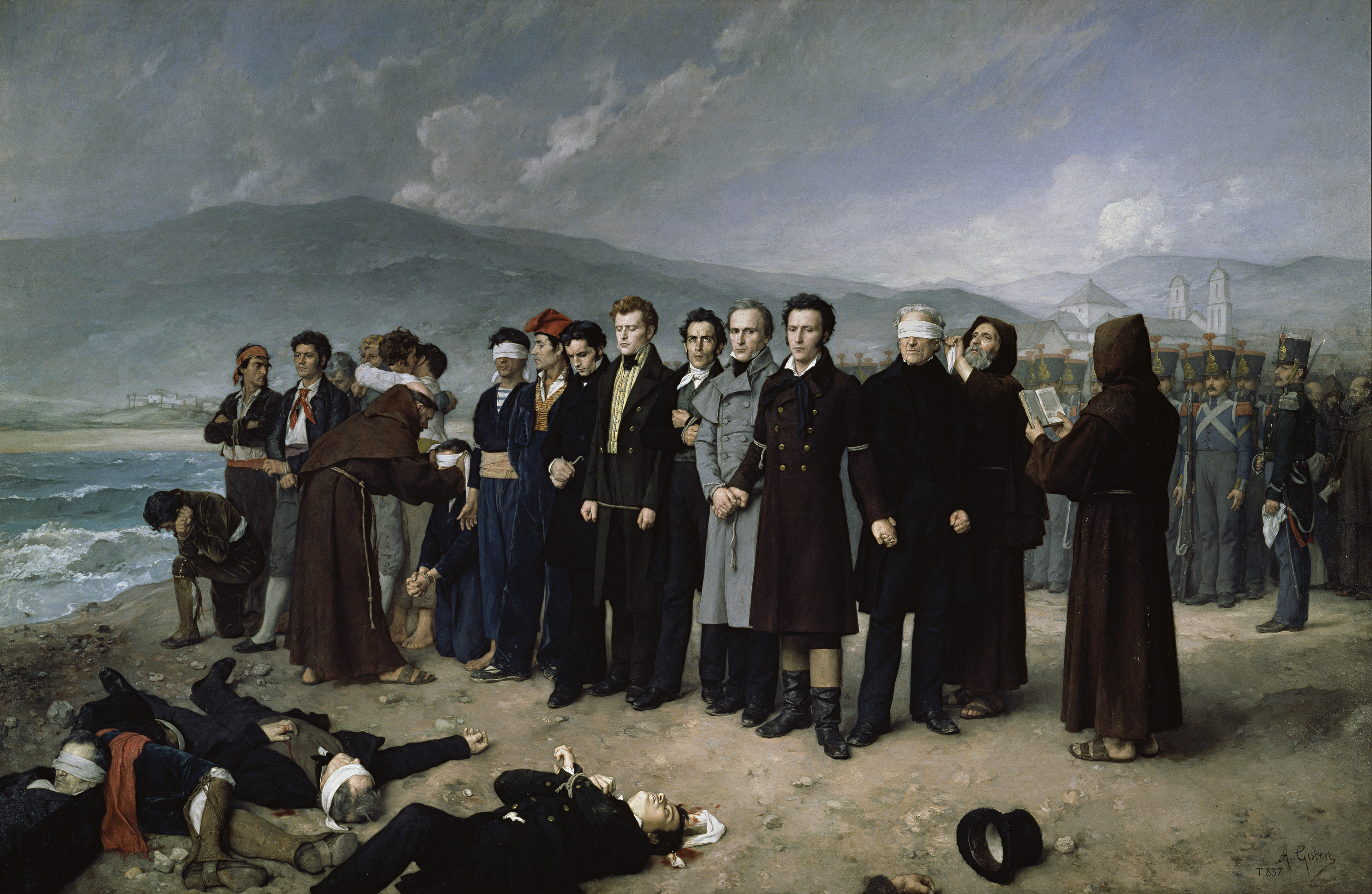
Fusilamiento de Torrijos y sus compañeros en las playas de Málaga (1888), óleo sobre lienzo, 390 × 600 cm, Museo del Prado, Madrid.

Antonio Gisbert Pérez (Alcoy, 19 de diciembre de 1834-París, 27 de noviembre de 1901) fue un pintor español de temática histórica, que desarrolló su labor en la época de transición entre el romanticismo y el realismo.

## Biografía
Estudió en la Real Academia de Bellas Artes de San Fernando de Madrid y, posteriormente, en 1856, en las ciudades de Roma y París.
Representa una tendencia pictórica de la segunda mitad del siglo XIX, la pintura de grandes acontecimientos en relación con la historia de cada país. Es la «pintura de historia» o «realismo retrospectivo», pues pretende representar con realismo hechos del pasado histórico nacional.
En España representó los ideales liberales. Fue director del Museo del Prado entre los años 1868 y 1873.

## Obras

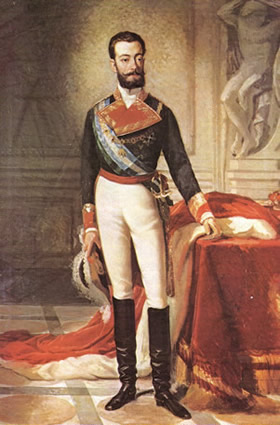
Retrato de Amadeo I. Facultad de Geografía e Historia de la Universidad Complutense de Madrid.

- Recesvinto (1854, Museo del Prado)
- Ejecución de los comuneros de Castilla, con la que consigue la primera medalla de la Exposición Nacional de Bellas Artes de España de 1860. En esta obra revela sus cualidades figurativas y expresivas, acusando un cierto efectismo.
- María de Molina presenta a su hijo Fernando IV en las Cortes de Valladolid de 1295 (1863). Congreso de los Diputados.
- Fusilamiento de Torrijos y sus compañeros en las playas de Málaga (1888, Museo del Prado).
- Retrato de Salustiano Olózaga (1867, Congreso de los Diputados)
- El rey Amadeo I ante el cadáver del general Prim
- Retrato del rey Amadeo I de España
- Partida de Cristóbal Colón
- Bacant
- Venus eixint de la bromera del mar
- Paolo y Francesca
- Los últimos momentos del príncipe Don Carlos, medalla de oro en la Exposición Nacional de Bellas Artes 1858
- José María Calatrava (1863), Congreso de los Diputados
- El desembarco de los Puritanos en América, medalla de oro en la Exposición Nacional de Bellas Artes 1868
- Retrato de Francisco Javier de Istúriz, (1872, Congreso de los Diputados)
- Los esponsales de Francisco I de Francia con la Infanta Leonor de Austria, hermana de Carlos I de España
- El Minueto. Obra póstuma
- La tuna
- Amor compartido
- Escena galante
- Las tres gracias
- La pintora
- Los primeros pasos
- El mal perdedor
- Retrato de Dama de azul
- Retrato de Luisa Fernanda de Borbón, hija de Fernando VII y duquesa de Montpensier
- Retrato de El músico Carlos Corbí

## Galería de imágenes

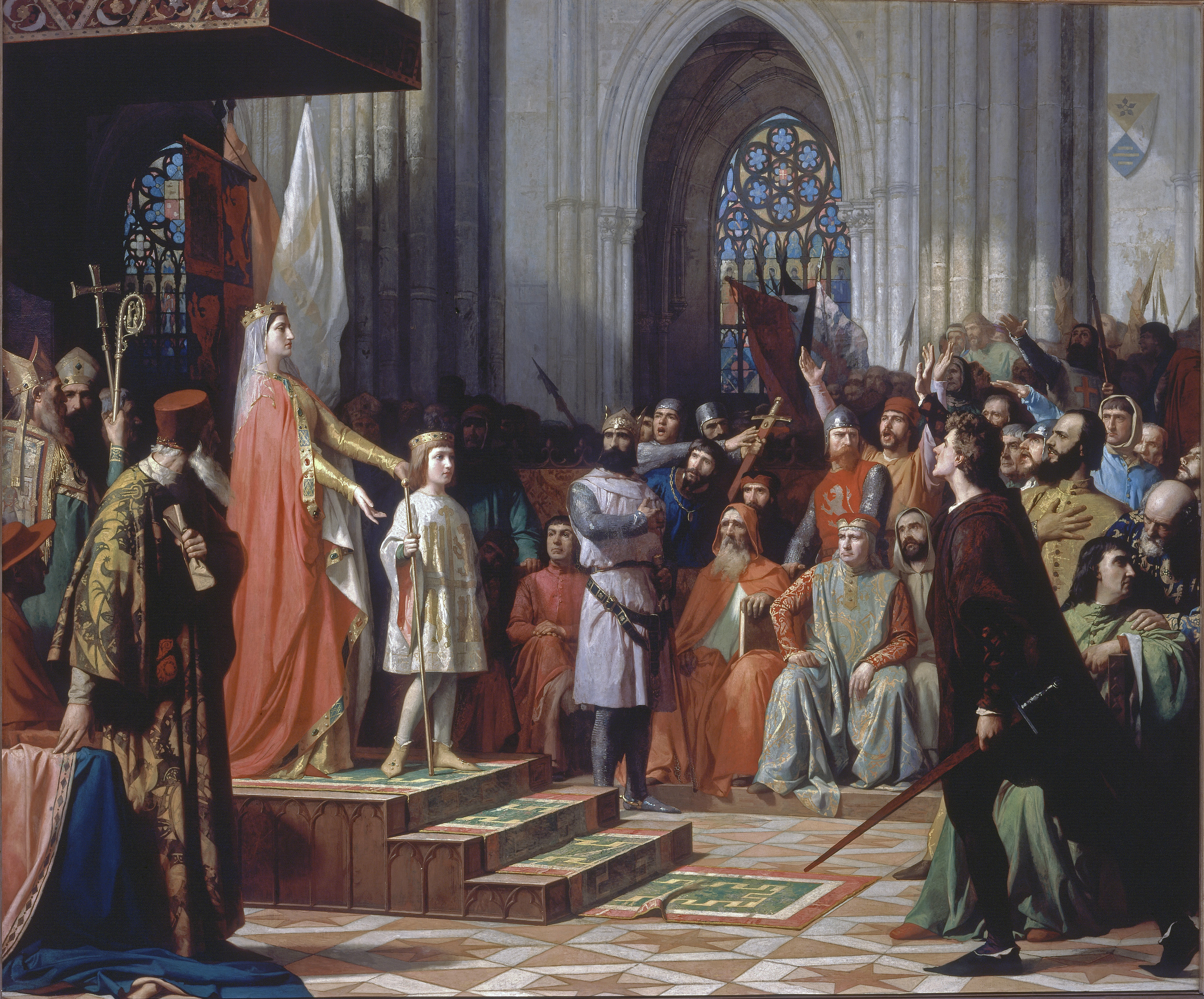
María de Molina presenta a su hijo Fernando IV en las Cortes de Valladolid de 1295, 1863. Congreso de los Diputados.
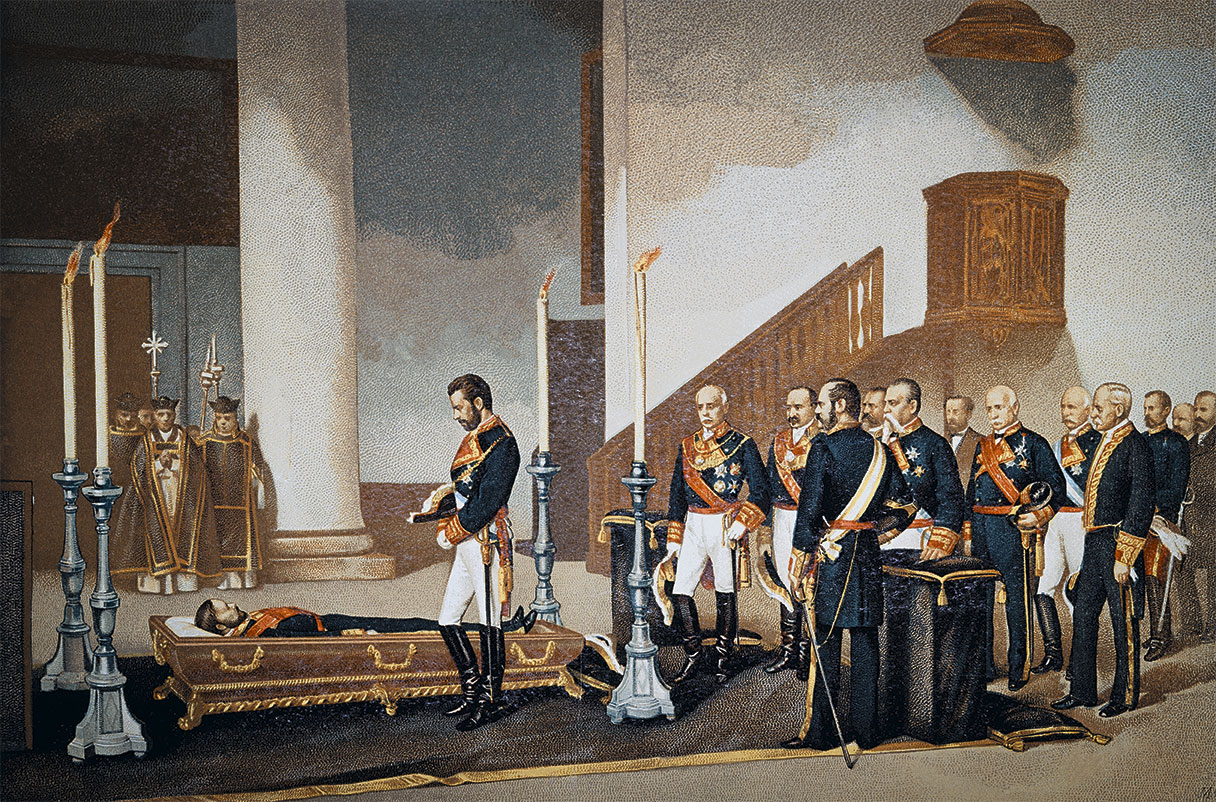
Amadeo I frente al féretro del general Prim, ca. 1875, cromolitografía de Manuel Giménez, Museo de Historia de Madrid. El lienzo original, que perteneció a la colección de los duques de Aosta, se encuentra en paradero desconocido.
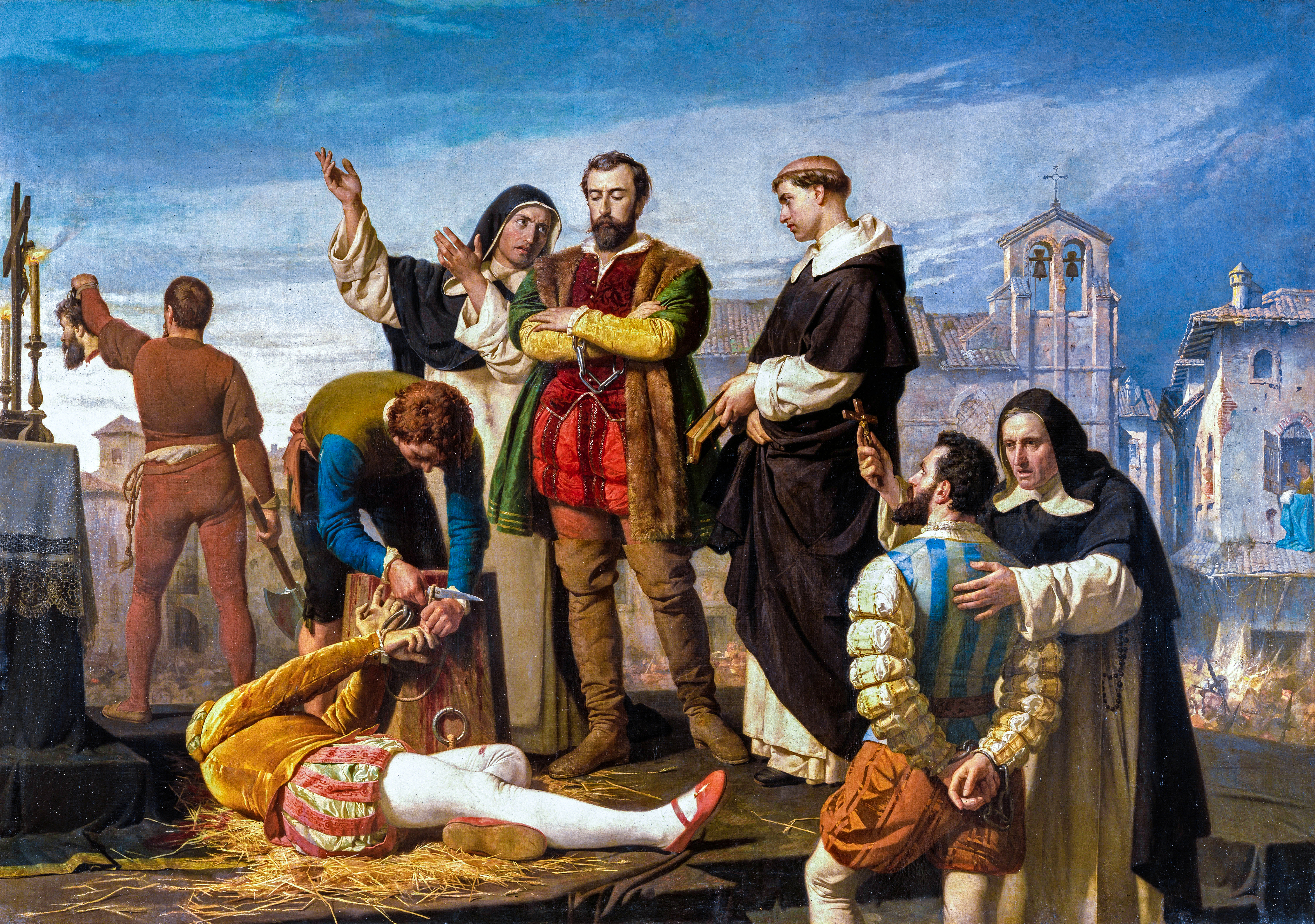
Ejecución de los comuneros de Castilla, 1860. Congreso de los Diputados.